# Acalolepta nativitatis
Acalolepta nativitatis là một loài bọ cánh cứng trong họ Cerambycidae.